# Cyrtopodion fortmunroi
Cyrtopodion fortmunroi es una especie de geco de la familia Gekkonidae.

## Distribución geográfica yhábitat
Es endémica de unos montanos en el centro de Pakistán. Su rango altitudinal oscila alrededor de 1800 m s. n. m..